# Carlos López Hernández

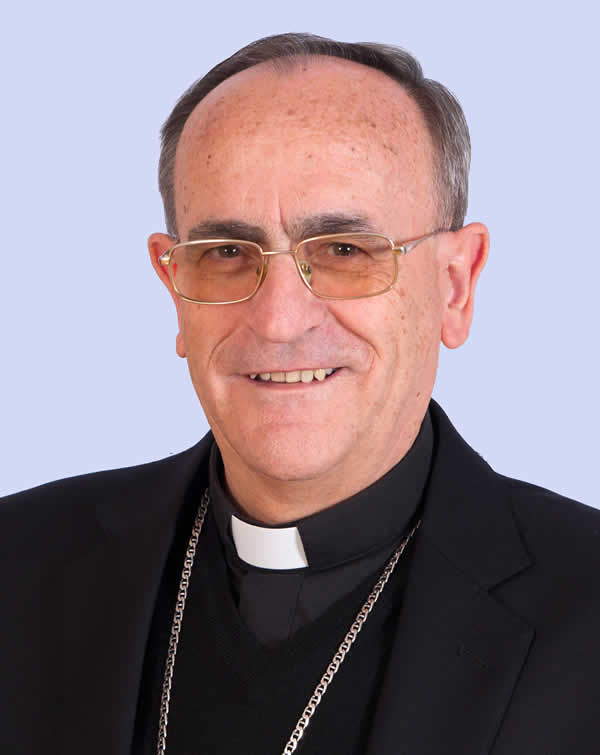
Bischof Carlos López Hernández.

Carlos López Hernández (* 4. November 1945 in Papatrigo) ist ein spanischer Geistlicher und emeritierter römisch-katholischer Bischof von Salamanca.

## Leben
Er wurde am 5. September 1970 in Ávila zum Priester geweiht und am 15. März 1994 zum Bischof von Plasencia ernannt. Am 15. Mai 1994 erfolgte die Bischofsweihe durch Erzbischof Mario Tagliaferri. Am 9. Januar 2003 wurde Hernández zum Bischof von Salamanca ernannt und am 2. März 2003 eingesetzt.
Am 15. November 2021 nahm Papst Franziskus das von Carlos López Hernández aus Altersgründen vorgebrachte Rücktrittsgesuch an.